# Carl Teike
Carl Albert Hermann Teike (5 febbraio 1864 – 22 maggio 1922) è stato un compositore tedesco, autore di oltre 100 marce militari e venti concerti.

## Biografia
Nato da un fabbro nei dintorni di Stettino, Carl fu il quarto di 14 figli. Iniziò a studiare musica a 14 anni, suonando diversi strumenti. A 19 anni entrò nell'esercito di Württemberg come musicista del 123º reggimento "König Karl". Fu mandato a Ulma (Svevia) dove suonò anche un corno francese e percussioni per concerti locali. Teike iniziò a scrivere marce militari, fra cui quella che successivamente verrà chiamata Alte Kameraden (Vecchi camerati). Successivamente Alte Kameraden diventò una delle marce più popolari di tutta la Germania, e diverse versioni multilingue furono scritte, fra cui quella italiana "Vecchi camerati".